# Eucranium cyclosoma
Eucranium cyclosoma är en skalbaggsart som beskrevs av Hermann Burmeister 1861. Eucranium cyclosoma ingår i släktet Eucranium och familjen bladhorningar. Inga underarter finns listade i Catalogue of Life.